# Інтернаціонал
Інтернаціонал — назва міжнародних об'єднань і комуністичних рухів, а також пролетарського гімну. Виник у 1864 р. за ініціативи К. Маркса під назвою «міжнародне товариство робітників» (1-й Інтернаціонал) з метою ліквідації капіталізму і встановлення влади «робітничого класу», 2-й Інтернаціонал заснований в 1889 р. як міжнародне об'єднання соціалістичних партій. Комінтерн, створений більшовицьким керівництвом у 1919 р. на противагу 2-у Інтернаціоналу, отримав назву 3-го Інтернаціоналу. Пізніше з'явилися 21/2-й, 4-й і Соціалістичний інтернаціонали.